# Dicranum austro-congestum
Dicranum austro-congestum là một loài rêu trong họ Dicranaceae. Loài này được Müll. Hal. mô tả khoa học đầu tiên năm 1897.